# 真未たつや
真未 たつや（まなみ たつや）は日本の漫画家。
主として、『まんがタイムきらら』・『まんがタイムきららフォワード』・『COMICポプリクラブ』・『コミックPフラート』に作品を発表していた。
霞彩ゆきは（かさい ゆきは）と、サークル「千歳烏山第２出張所」を主宰していた。
肉食系の女子に翻弄される女の子を描くのが好きである。

## 作品

### 単行本
- 『相沢家のえとせとら』　全2巻（『まんがタイムきらら』にて連載、連載終盤は巻未収録）、芳文社まんがタイムKRコミックス
  1. 2007年1月27日発行 ISBN 978-4832276123
  2. 2011年5月27日発行 ISBN 978-4832240339
- 『2次元×3次元?』マックス、ポプリコミックス（2008年11月27日発売）、ISBN 978-4903491820
  - 「2次元×3次元」シリーズ（「2次元×3次元?番外編」・「2次元×3次元?」・「2次元×3次元?2」・「2次元×3次元?ぷらすっ」・「2次元×3次元?ぷらすっ」・「2次元×3次元?ぷらすっ1.5」・「2次元×3次元?ぷらすっ2」・「2次元×3次元?ぷらすっ3」・「2次元×3次元?ぷらすっ4」・「2次元×3次元?ぷらすっふぁいなるっ」）・「とりにてぃ★こみゅにけーしょん」・「例えばこんな双子の○○○」を収録

### 単行本未収録作
- ぽちたまっ! まんがタイムきららフォワード2006年 - 2007年掲載
- 2次元×3次元? あふたー COMICポプリクラブ 2009年1月号
- 幼なじみなご主人様 COMICポプリクラブ 2009年5月号
- ネコまっしぐら!!  コミックPフラート VOL.1（コミックポプリクラブ2009年10月号増刊）
- お兄ちゃん馴染みっ!  コミックPフラート VOL.13（コミックポプリクラブ2011年10月号増刊）※　真未たつや＆霞彩ゆきは名義